# Birger Jägtoft
Birger Jägtoft, född 6 september 1935 i Karlskrona stadsförsamling i Blekinge län, död 6 november 2023 i Kalmar domkyrkodistrikt i Kalmar län, var en svensk militär.

## Biografi
Jägtoft avlade officersexamen vid Krigsskolan 1960 och utnämndes samma år till fänrik. Han befordrades till kapten vid Livgrenadjärregementet 1968, var detaljchef vid Arméstaben 1971–1974 och befordrades 1972 till major i Generalstabskåren. Åren 1974–1975 var han lärare vid Militärhögskolan. Jägtoft var ställföreträdande chef för grundutbildningsbataljonen vid Norra Smålands regemente 1975–1980 och befordrades till överstelöjtnant 1977. Han var därefter sektionschef vid staben i Östra militärområdet 1980–1982 samt chef för grundutbildningsbataljonen vid Norra Smålands regemente och chef för Jönköpingsbrigaden 1982–1984. År 1984 befordrades Jägtoft till överste och var chef för Kalmarbrigaden 1984–1990 samt befälhavare för Kalmar försvarsområde 1990–1995. Åren 1994–1995 var han chef för Kalmar regemente.